# Jules Pardo
Jules Cesar Laurent Pardo es un futbolista francés que actualmente se encuentra sin equipo, juega como Medio defensivo

## Trayectoria
Jules Pardo, nacido en San Juan de Luz y de nacionalidad francesa, ha militado en las categorías inferiores de la Real Sociedad con el que ha disputado las competiciones de Segunda División B y Tercera. 

## Clubes
| Club             | País   | Año         |
| ---------------- | ------ | ----------- |
| Real Sociedad B  | España | 2007 - 2010 |
| Deportivo Alavés | España | 2010 - 2011 |
| Real Unión Club  | España | 2011 - 2012 |